# Zgoda (województwo lubelskie)
Zgoda – wieś w Polsce, położona w województwie lubelskim, w powiecie opolskim, w gminie Łaziska.
W latach 1975–1998 wieś należała administracyjnie do województwa lubelskiego.
Wieś stanowi sołectwo w gminie Łaziska. Według Narodowego Spisu Powszechnego z roku 2011 wieś liczyła 218 mieszkańców.
Dominującą produkcją rolną jest uprawa sadów. Występują też uprawy truskawek, malin, ziemniaków oraz zboża.
W Zgodzie znajduje się 1 sklep spożywczy, kaplica. Istnieje dobra sieć drogowa. Całkowita telefonizacja, sieć wodociągowa. Swobodny dostęp do sieci Internet.

## Demografia
| Rok                                                     | 2003 | 2006 | 2007 | 2008 | 2009 | 2010 | 2011 | 2012 | 2013 | 2014 | 2015 |
| ------------------------------------------------------- | ---- | ---- | ---- | ---- | ---- | ---- | ---- | ---- | ---- | ---- | ---- |
| Liczba ludności                                         | 244  | 247  | 250  | 244  | 230  | 224  | 223  | 226  | 232  | 232  | 226  |
| Dane własne gminy na koniec każdego roku kalendarzowego |      |      |      |      |      |      |      |      |      |      |      |

## Historia
Wieś powstała na przełomie XIX i XX wieku, wprawdzie nie wymienia jej Słownik geograficzny Królestwa Polskiego, ale już według spisu powszechnego z roku 1921 kolonia Zgoda w gminie Kamień posiadała 53 domy i 309 mieszkańców.